# مسجد خضر زنده
مسجد خضر زنده به (به ترکی آذربایجانی: خدر زینده پیری،  Xıdır Zində piri) یا زیارتگاه بش بارماق، مسجدی منسوب به خضر در دامنه کوه بش بارماق است.
این مسجد زیارتگاهی ویژه برای مسلمانان قفقاز است که برای گردشگری، طلب حاجات، ذبح قربانی و ادای نذورات بدانجا وارد می‌شوند.

## مشخصات بنا
اتاق مرکزی این بنا سه متر در سه متر است و روی یک صخره سنگ قرار دارد. اکثر کسانی که برای زیارت این مسجد می‌آیند، به کوه بش بارماق نیز جستی می‌زنند؛ هر چند برای پیران و ناتوانان مقدور نیست.

## نگارخانه

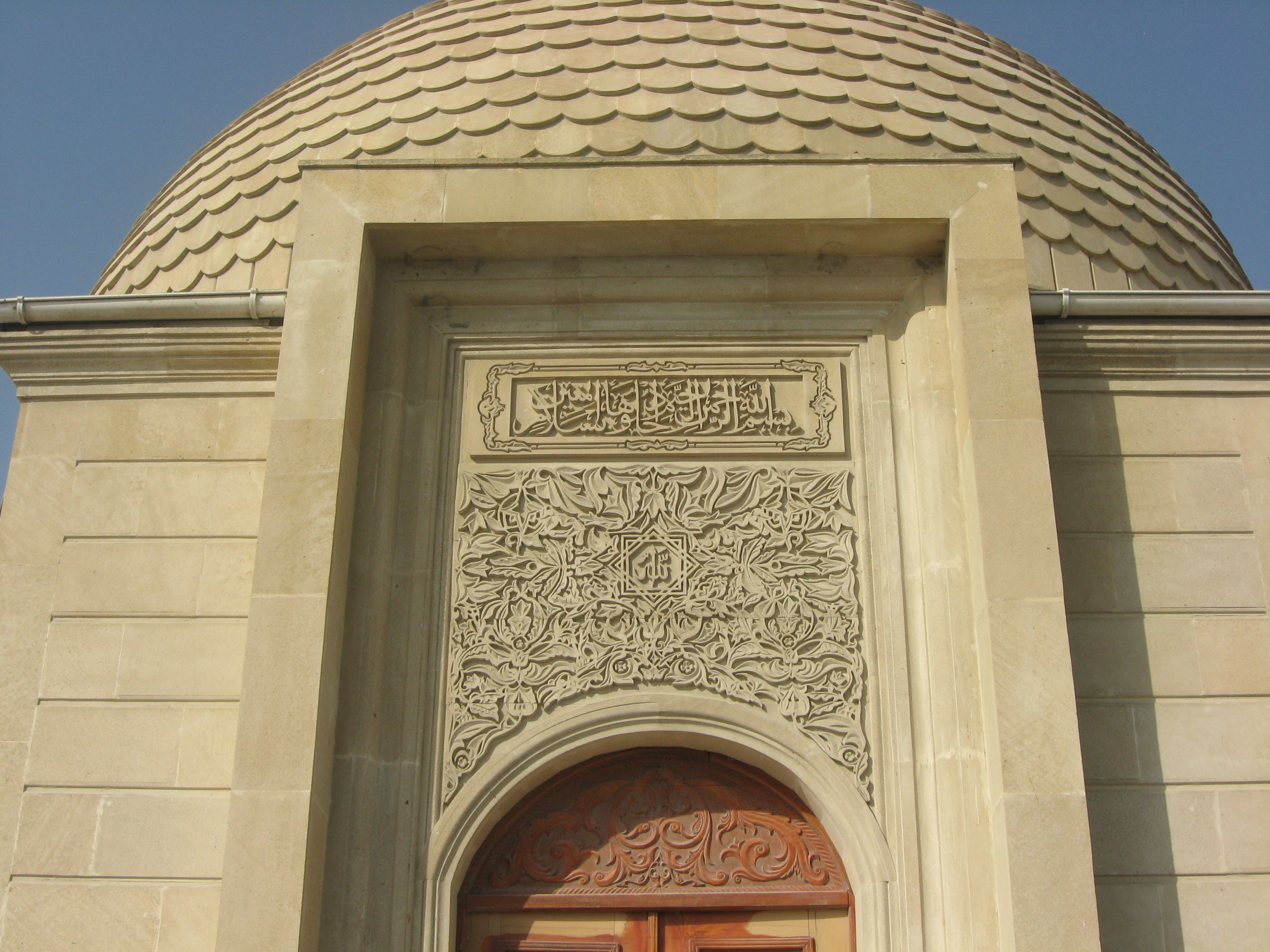
نمایی از ورودی مسجد